# Albrecht Ehrentreich von Rohr
Albrecht Ehrentreich von Rohr (* 22. Dezember 1720 auf Gut Tramnitz im Kreis Ruppin; † 20. November 1800 in Magdeburg) war ein preußischer Generalmajor, Inspekteur der westpreußischen Infanterieregimenter sowie Chef des Infanterieregiments Nr. 54, Ritter des Pour le Mérite und Drost von Limberg und Hausberge.

## Leben

### Herkunft
Seine Eltern waren der Erbherr von Tramnitz Georg Ludwig von Rohr (* 15. November 1678; † 14. Januar 1746) und Sophie von Bredow (* 12. Oktober 1690; † 16. September 1728) aus dem Haus Senzke (Schwester von Asmus Ehrenreich von Bredow).

### Militärkarriere
Rohr kam 1735 als Fahnenjunker in das Infanterieregiment „Graevenitz“ Nr. 20 und wurde 1738 Fähnrich. Im Jahr 1741 wurde er Sekondeleutnant und 1746 Premierleutnant. 1756 wurde er Stabshauptmann und 1757 wirklicher Hauptmann. 1759 wurde er Major und 1765 Oberstleutnant. Im Jahr 1766 wurde er Kommandeur des Infanterieregiments Nr. 20. Dazu erhielt Rohr am 7. Juni 1768 die Drostei von Limberg und 1769 noch die Drostei von Hausberge. 1770 wurde er zum Oberst befördert und 1773 Chef des neuerrichteten Infanterieregiments Nr. 54 in Graudenz. Im Jahr 1777 wurde er zum Generalmajor ernannt.

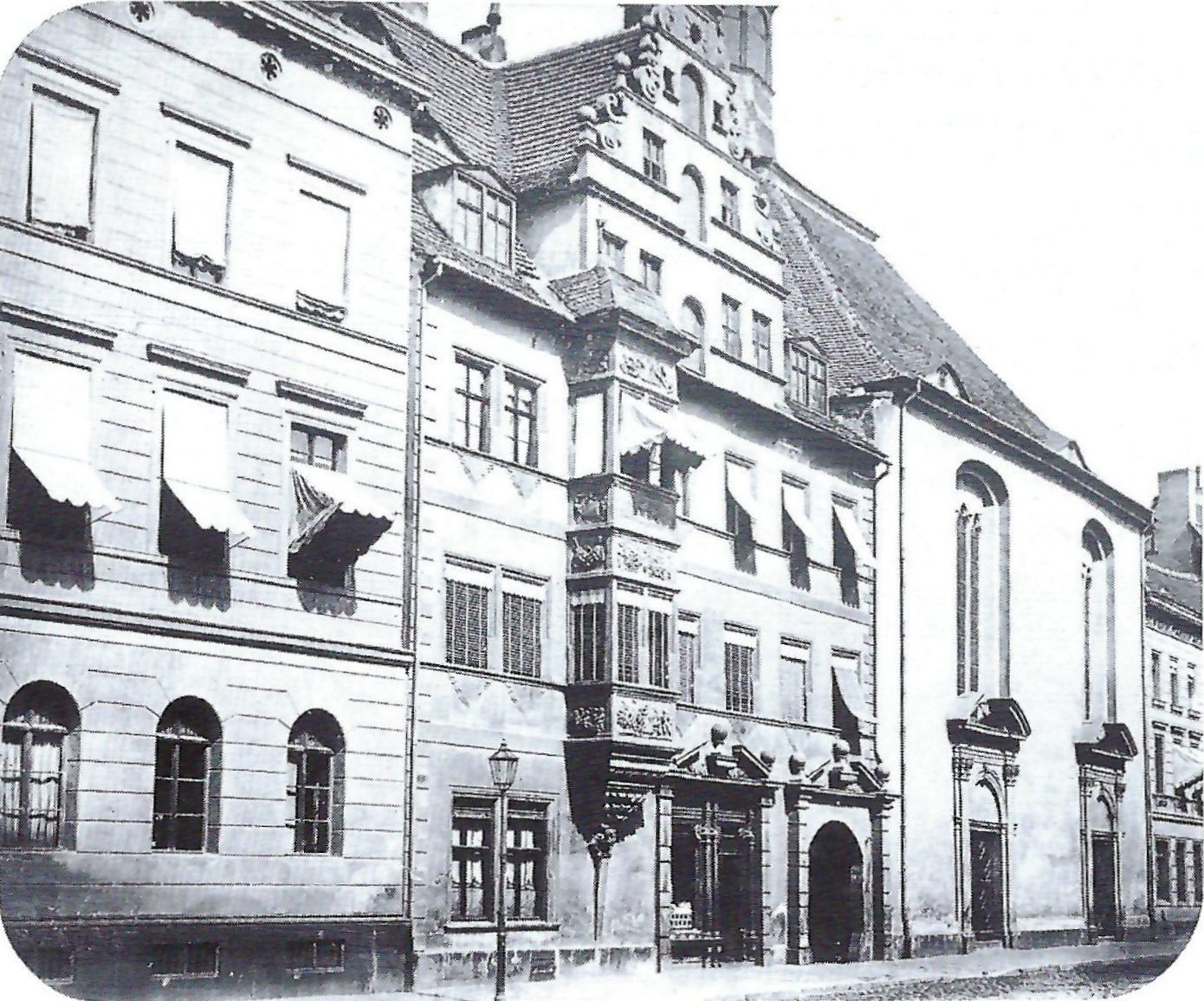
Haus Zu den drei Männern, später Rochsches Haus, in Magdeburg

1784 ging er auf eigenen Wunsch in Pension. Im gleichen Jahr erwarb er mit seiner Ehefrau das Haus Zu den drei Männern am Breiten Weg in Magdeburg.
Er kämpfte in den Schlesischen Kriegen in den Schlachten von Mollwitz, Hohenfriedberg und Kesselsdorf. In der Schlacht bei Kolin wurde er verwundet und gefangen genommen. Im Siebenjährigen Krieg kämpfte er bei Hochkirch und Torgau. In der Schlacht bei Freiberg erwarb es sich den Pour le Mérite.

### Familie
Rohr war seit 10. April 1766 mit Agnes Sophie Auguste von Alvensleben (* 3. März 1743; † 21. März 1806), der Tochter des Oberhofmeisters Friedrich August von Alvensleben, verheiratet. Das Paar hatte Kinder, darunter:
- Friedrich Ferdinand Ludwig (* 26. Mai 1767)
- Augusta Albertina (* 7. Mai 1769)
- Dorothea Sophia Friederike Caroline (* 20. Oktober 1771; † 12. März 1816) ⚭ Graf Johann Ernst von Alvensleben (* 6. August 1758; † 27. September 1827)
- Karl Ernst August Heinrich (* 17. September 1774)
- Agnes Sophie Elisabeth (* 21. Dezember 1777)
- Albrecht August Wilhelm (* 21. August 1781; † 1813)